# Corydalis zahlbruckneri
Corydalis zahlbruckneri är en vallmoväxtart som beskrevs av Scheffer. Corydalis zahlbruckneri ingår i släktet nunneörter, och familjen vallmoväxter. Inga underarter finns listade i Catalogue of Life.